# Шіветиці
Шіветиці (словац. Šivetice) — село, громада округу Ревуца, Банськобистрицький край, регіон Гемера. Кадастрова площа громади — 8,26 км².
Населення 381 особа (станом на 31 грудня 2017 року).

## Історія
Шіветиці згадується 1262 року.

## Населення
| Рік:            | 1994. | 2004.    | 2014.   | 2024.   |
| --------------- | ----- | -------- | ------- | ------- |
| Кількість осіб: | 319   | 388      | 374     | 348     |
| Різниця:        |       | +21,63 % | -3,60 % | -6,95 % |

| Рік:            | 2023. | 2024.   |
| --------------- | ----- | ------- |
| Кількість осіб: | 351   | 348     |
| Різниця:        |       | -0,85 % |